# 970 av. J.-C.
Cette page concerne l'année 970 av. J.-C. du calendrier julien proleptique.

## Événements
- Début supposé du règne de Salomon, roi d’Israël (fin en -931).
  - À son avènement, Salomon liquide les partisans de son demi-frère Adonias. Le prêtre Abyatar est exilé, Joab exécuté.
- Le pharaon Siamon profite de la mort de David pour organiser une expédition en Palestine. Il prend et détruit Gézer. Mais devant l’armée de Salomon, il préfère une paix de compromis. Il donne sa fille en mariage à Salomon avec pour dot Gézer. Salomon s’engage probablement à ne pas attaquer la pentapole philistine.
- Salomon organise vraisemblablement une expédition militaire à Hamat et Zoba pour contrôler Tadmor (Palmyre) et la route des caravanes.

- Selon la Bible, les Tyriens font du commerce avec Tarshish et leurs navires apportent de l’or au roi Salomon, gendre du roi Hiram de Tyr.